# Lex Ursonensis

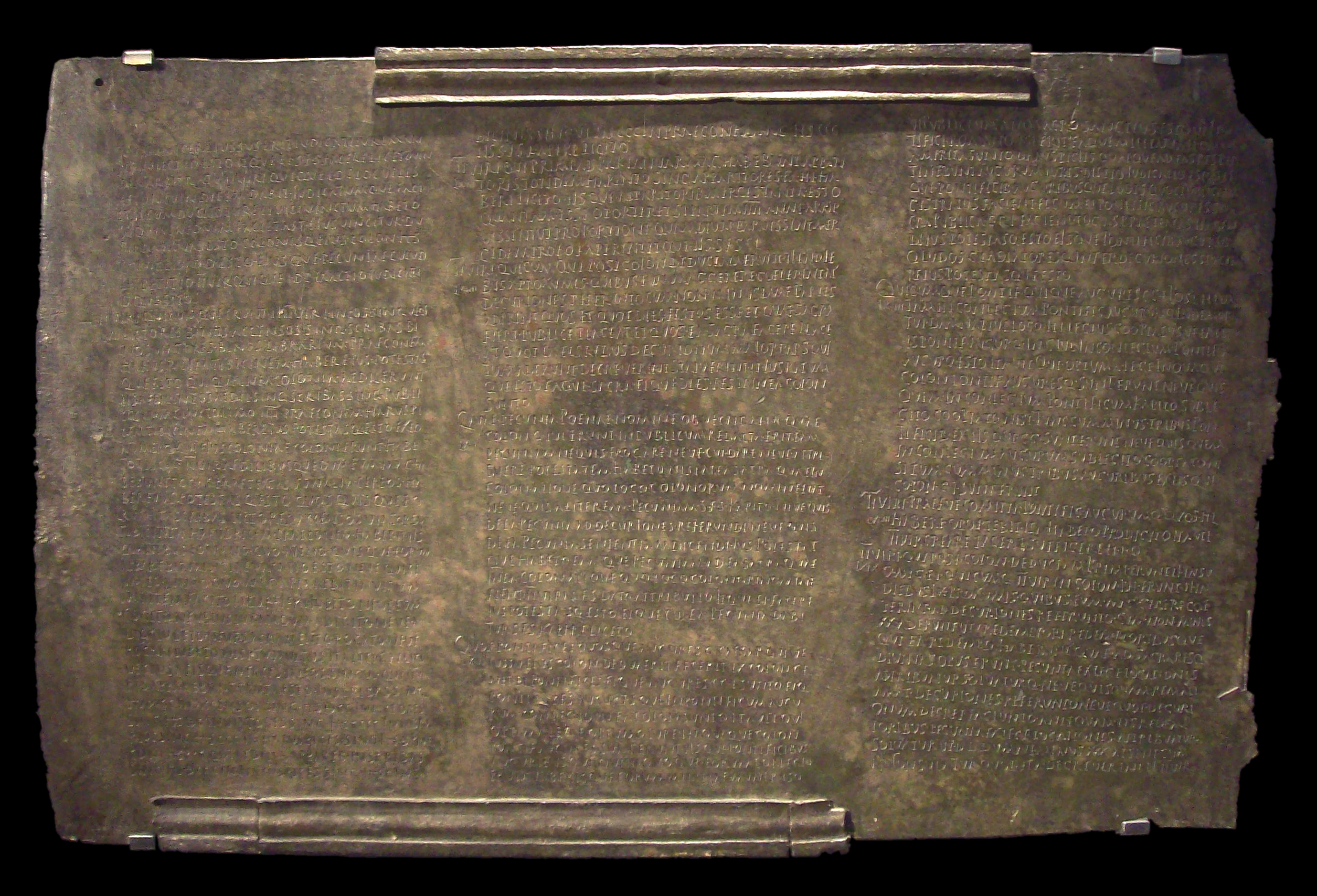
Tafel mit Inschrift der Lex Ursonensis, Museo Arqueológico Nacional de España (Madrid)

Als Lex Ursonensis (Volltitel: lex Coloniae Genetivae Iuliae sive Ursonensis) bezeichnet die Forschung die Gründungsurkunde (Stadtgesetz) der römischen Stadt Colonia Iulia Genetiva, heute Osuna im südlichen Spanien. Sie geht in Grundzügen auf Gaius Iulius Caesar zurück, wurde nach Cäsars Tod vielleicht von Marcus Antonius vor die Volksversammlung gebracht und auch später noch überarbeitet.

## Inschrift
Teile einer Version des Textes aus flavischer Zeit sind in einer 1870/71 entdeckten Bronzeinschrift erhalten. Es handelt sich um vier Tafeln mit Abschnitt 61–82, 91–106 und 123–134.
In den Einzelabschnitten sind zahlreiche Details zur Verwaltung der Stadt überliefert. So verbietet Abschnitt 74 die Verbrennung der Toten in der Nähe der Stadt und Abschnitt 127 regelt die Sitzordnung im Theater. Ein Abschnitt widmet sich der Rechtsprechung und der manus iniectio, eine mit dem Zwölftafelgesetz eingeführte privatrechtliche Besonderheit des Legisaktionenverfahrens. Die Jurisdiktionsgewalt übten Duoviri und Ädilen aus, Richter waren die recuperatores.
Zusammen mit beispielsweise der Lex Villonensis gehört die Lex Ursonensis zu einer Reihe historisch bedeutender Inschriften aus Hispanien, durch die Stadtgesetze einiger dortiger Städte überliefert sind.

## Links zu Ausgaben
- Lex Ursonensis (Latein)
- Englische Übersetzung
- Englische Übersetzung eines später gefundenen Fragments auf Additional Latin Inscriptions: 2 CHARTER OF URSO: NEW FRAGMENT (Memento vom 10. April 2016 im Webarchiv archive.today)